# Оксалат скандия
Оксалат скандия — органическое соединение, соль металла скандия и щавелевой кислоты, с формулой Sc2(C2O4)3. При комнатной температуре представляет собой бесцветное кристаллическое вещество, нерастворимое в воде. Образует кристаллогидрат состава Sc2(C2O4)3·5H2O.

## Получение
- Обработка кислых растворов солей скандия щавелевой кислотой:

{\displaystyle {\mathsf {2Sc(NO_{3})_{3}+3H_{2}C_{2}O_{4}\ {\xrightarrow {}}\ Sc_{2}(C_{2}O_{4})_{3}+6HNO_{3}}}}

## Физические свойства
Оксалат скандия образует бесцветные кристаллы, практически не растворимые в воде. Образует кристаллогидрат.
Существуют также комплексные оксалаты состава Ме[Sc(C2O4)2]·nH2O, где n = 2, 3; Ме3[Sc(C2O4)3]·nH2O, где Ме = Na+, K+, NH4+ и т.п.

## Химические свойства
- Соединение разлагается при нагревании:

{\displaystyle {\mathsf {Sc_{2}(C_{2}O_{4})_{3}\cdot 5H_{2}O\ {\xrightarrow[{-4H_{2}O}]{110^{o}C}}\ Sc_{2}(C_{2}O_{4})_{3}\cdot H_{2}O}}}
{\displaystyle {\mathsf {Sc_{2}(C_{2}O_{4})_{3}\cdot H_{2}O\ {\xrightarrow[{-H_{2}O}]{280^{o}C}}\ Sc_{2}(C_{2}O_{4})_{3}}}}
{\displaystyle {\mathsf {Sc_{2}(C_{2}O_{4})_{3}\ {\xrightarrow {400^{o}C}}\ Sc_{2}O_{3}+3CO\uparrow +3CO_{2}\uparrow }}}